# Hotel Sant'Ana
O Hotel Sant'Ana, inicialmente Casa do Capitão-Mor e depois Solar Imperial, é uma hospedagem histórica localizada no centro de Areias, interior do estado de São Paulo. Construído em 1798 pelo Capitão Gabriel Serafim da Silva, é o hotel mais antigo em funcionamento do Brasil, sendo o único casarão de três andares da cidade, feito em taipa e tombado pelo patrimônio histórico do Conselho de Defesa do Patrimônio Histórico, Arqueológico, Artístico e Turístico (CONDEPHAAT) e do Instituto do Patrimônio Histórico e Artístico Nacional (IPHAN).

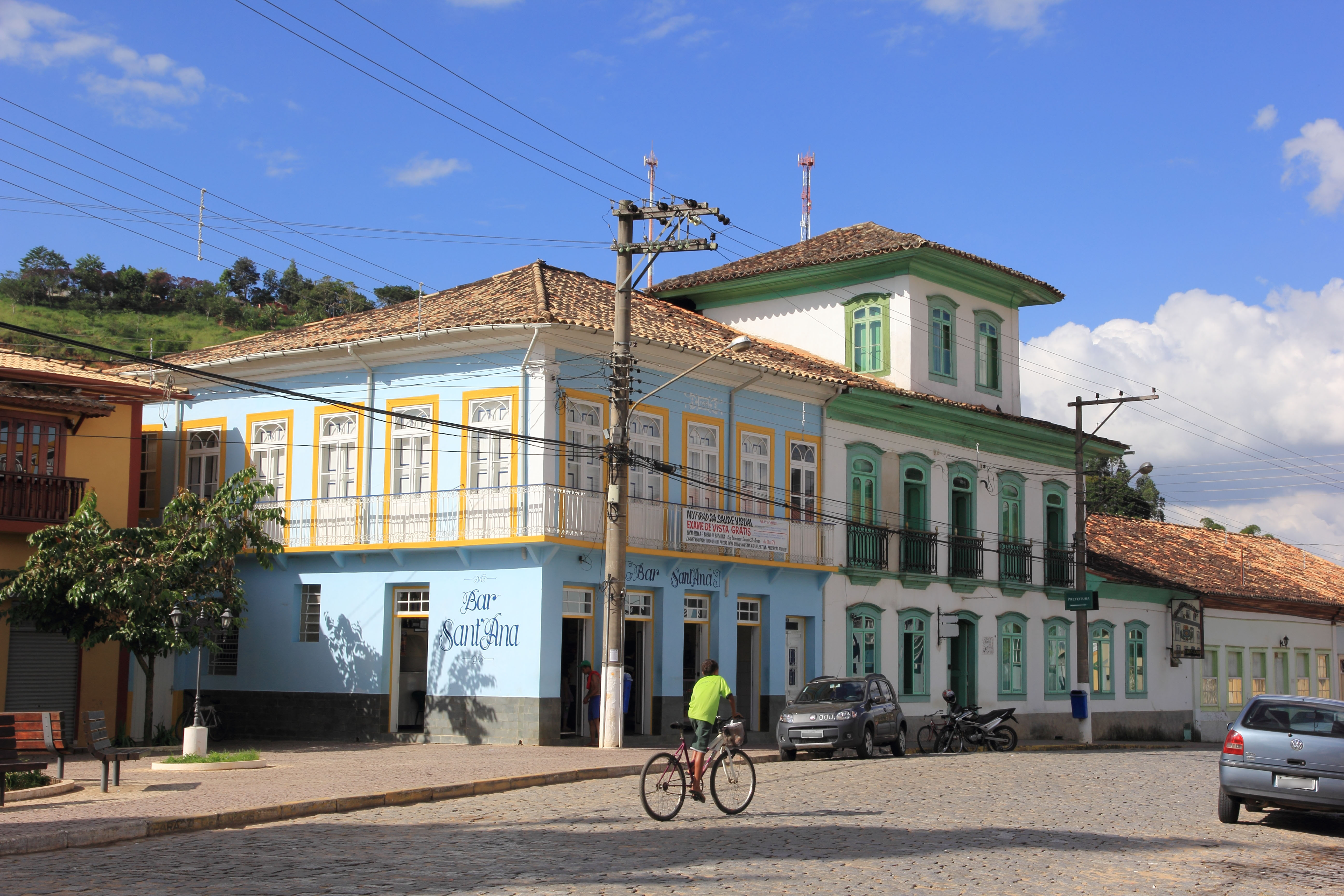
Bar Sant'Ana e Hotel Solar Imperial

O hotel tem grande importância histórica, uma vez que hospedou figuras como Dom Pedro I em 1822, durante sua viagem que culminou na Proclamação da Independência do Brasil, além de Dom Pedro II, Princesa Isabel e o Conde d'Eu.